# إد بيكمان
إد بيكمان (بالإنجليزية: Ed Beckman)‏ هو لاعب كرة قدم أمريكية أمريكي، ولد في 2 يناير 1955 في كي ويست في الولايات المتحدة.